# Playa Santiago
Playa Santiago est un port et une station balnéaire de l'île de la Gomera dans l'archipel des îles Canaries. Elle fait partie de la commune d'Alajeró.

## Situation
Située au sud de la Gomera dans la partie la plus aride de l'île, Playa Santiago, qui fait partie de la commune d'Alajeró, se trouve à moins de 3 kilomètres de l'aéroport de La Gomera construit en 1999.
Le port est fréquenté par les bateaux à destination de Valle Gran Rey et San Sebastian de la Gomera, la capitale de l'île.
Par la route, San Sebastian de la Gomera est distant de 34 kilomètres.

## Description
Playa Santiago comptait 1159 habitants en 2007. Elle est la deuxième station de tourisme de la Gomera après Valle Gran Rey situé à l'ouest de l'île.
Outre son port, la station possède une plage de sable noir dont le centre est l'embouchure du barranco de Santiago.
On trouve à Playa Santiago des hôtels, des appartements, des restaurants de poissons ainsi qu'un golf de 18 trous.